# 民樂站 (韓國)
民樂站（：／ Millak yeok */?）是釜山地鐵2號線沿線的一座地下車站，位於韓國釜山廣域市水营区民樂洞。

## 車站構造
站體為2面2線側式月台的地下車站，候車月台設有月台幕門，並有4處出口。
本站無法轉乘對向列車。

### 月台配置
| Centum City ↑ |
| \| 上         |
| ↓ 水營        |

| 月台 | 路線               | 目的地                                 |
| ---- | ------------------ | -------------------------------------- |
| 上行 | ●釜山都市铁道2号线 | Centum City、海雲臺、中洞、萇山方向    |
| 下行 | ●釜山都市铁道2号线 | 水營、西面、沙上、德川、湖浦、梁山方向 |

## 歷史
- 2002年8月29日：落成啟用。

## 車站周邊
- 水營江（朝鲜语：수영강）
- 水營洞郵局
- 韓國廣播廣告振興公社（朝鲜语：한국방송광고진흥공사）釜山分社

## 相鄰車站
釜山交通公社
●釜山都市铁道2号线
Centum City（206）－民樂（202）－水營（208）